# 郑州公交G62路
郑州公交G62路是中华人民共和国河南省郑州市的一条公共汽车线路，其前身62路开通于2002年。G62路来往于东赵公交站与环翠路公交站，由郑州公交集团第二运营公司运营，为贯穿市区南北的主干线路。

## 线路历史

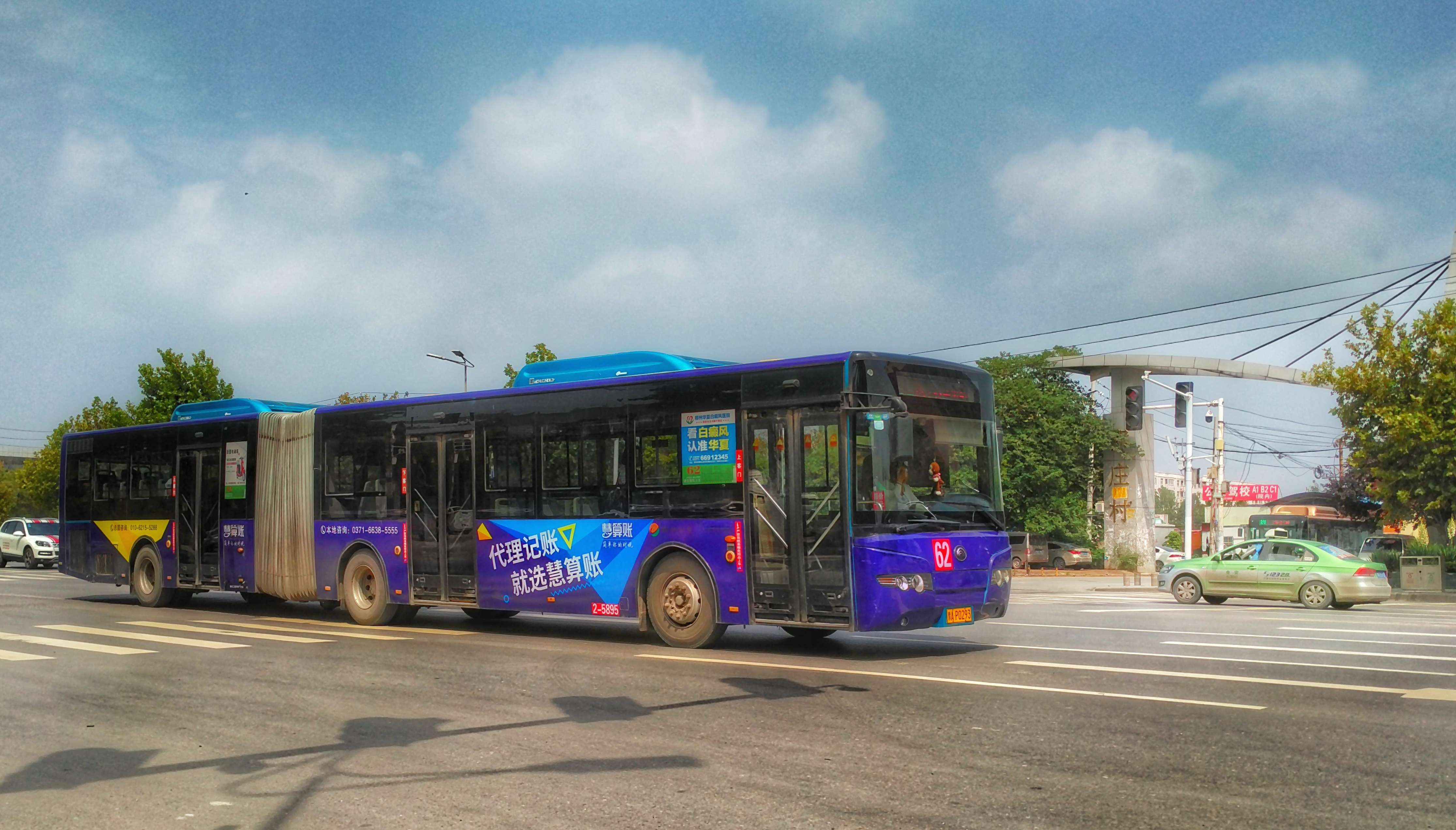
62路上曾使用的宇通ZK6180HGC型铰接客车，现已退役

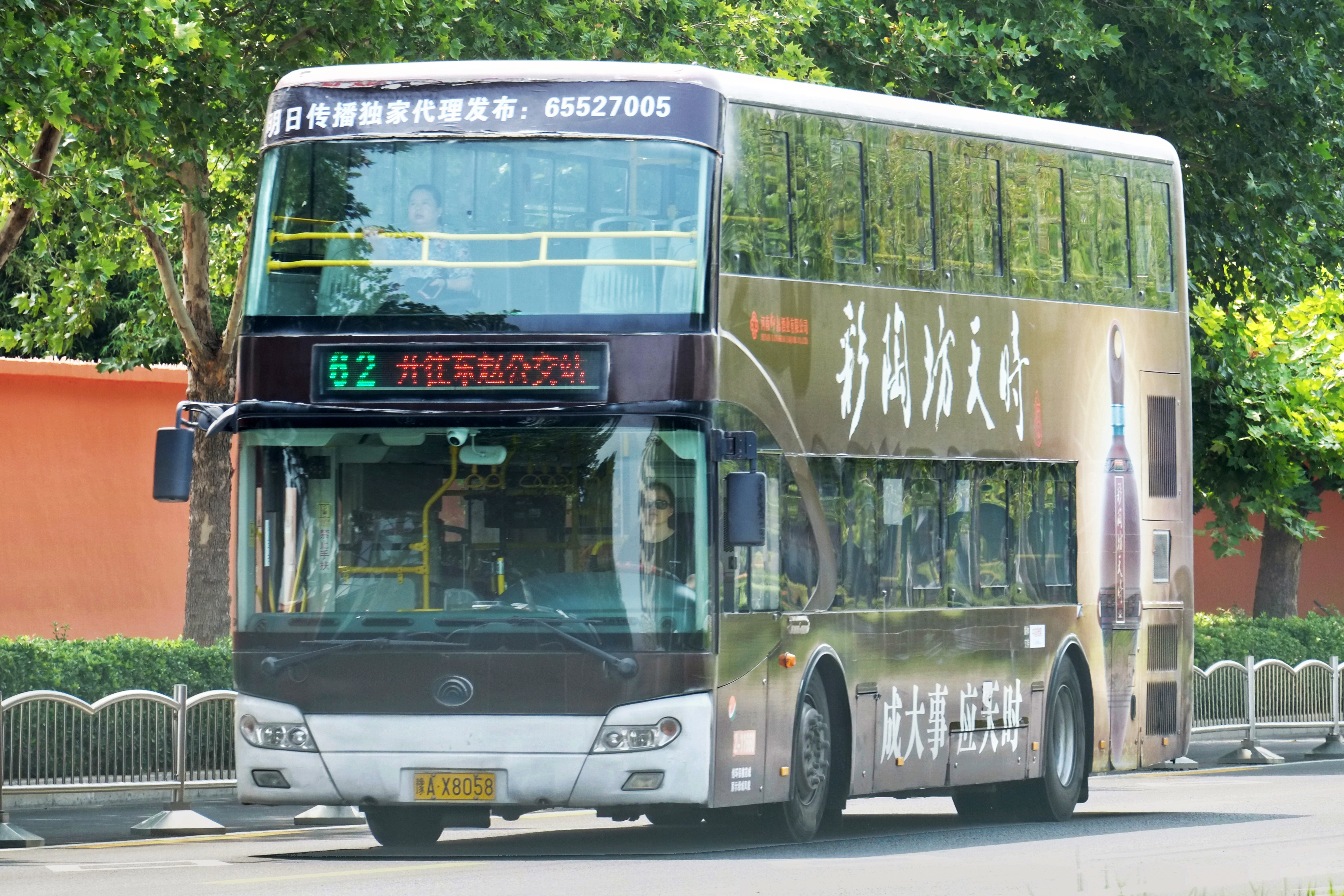
62路上曾使用的宇通ZK6116HGS1型双层巴士，现已退役

G62路的前身为62路，开通于2002年1月26日，开通时的路线为沙门村-万客来，途经花园路、紫荆山路、航海路、京广路，线路单程长度16.6千米，最初配车为35台上海牌SK6105HP1型后置引擎柴油客车。
2005年7月，郑州公交开始大量引进空调车，开通行驶线路与62路大致相近，只对始末站和局部线路进行了调整的全空调车线路K62路。K62路往返于东赵公交站与长途客运总站，途经花园路、紫荆山路、航海路，后于2012年12月更名为962路。2017年10月26日，62路与962路合并，北端终点站由刘庄公交站改为东赵公交站，962路撤停。
2020年9月10日，62路南端终点站延伸至南三环大学路。
2023年10月29日，随着郑州公交线路调整，62路被提升为高频骨干线路，线路编号变更为G62路，同时南端终点站延伸至环翠路公交站。

## 线路基本资料

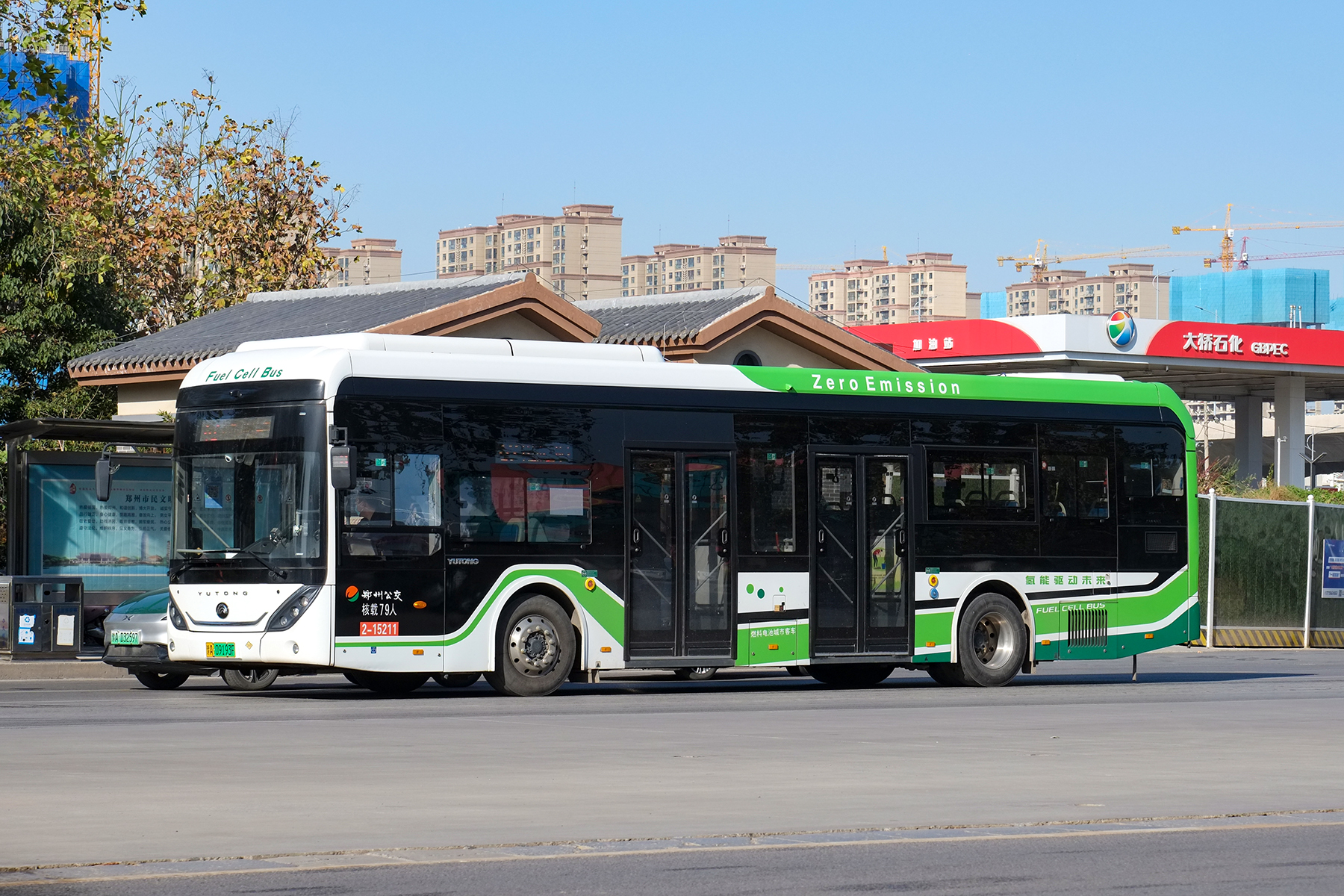
运行于62路的宇通F12型氢燃料电池动力客车

### 线路走向
东赵公交站↔环翠路公交站
- 经过道路：文化北路、三全路、花园北路、花园路、紫荆山路、航海中路、京广南路、南三环、大学南路、环翠路

### 服务时间
- 东赵公交站：06:00～21:30
- 环翠路公交站：06:00～21:30

### 收费
- 全程单价RMB¥1，无人售票，支持绿城通（普通储值卡8折，成人月票5折，学生月票2.5折，老年卡免费）、微信/支付宝乘车码及银联云闪付。

### 与郑州地铁的换乘
G62路途经郑州市区南北主干道花园路与紫荆山路，与路线类似的郑州地铁2号线有较多重合。
- █ 1号线：紫荆山
- █ 2号线：黄河迎宾馆、柳林、沙门、北三环、东风路、关虎屯、黄河路、紫荆山、东大街、陇海东路、二里岗、南五里堡
- █ 3号线：东大街
- █ 4号线：沙门
- █ 5号线：黄河路、南五里堡、冯庄、京广南路

### 停站

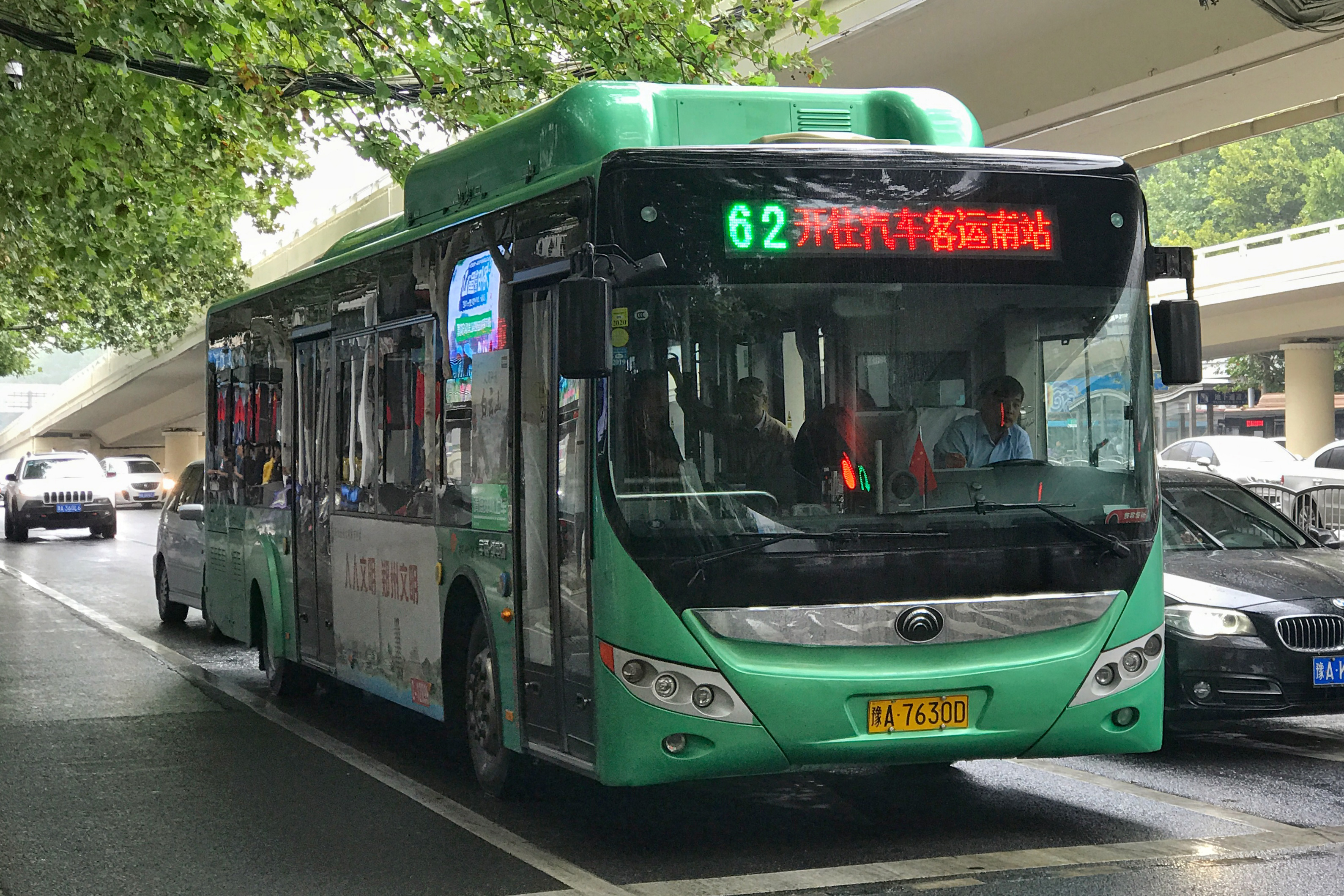
开往汽车客运南站方向的宇通E12纯电动客车于紫荆山

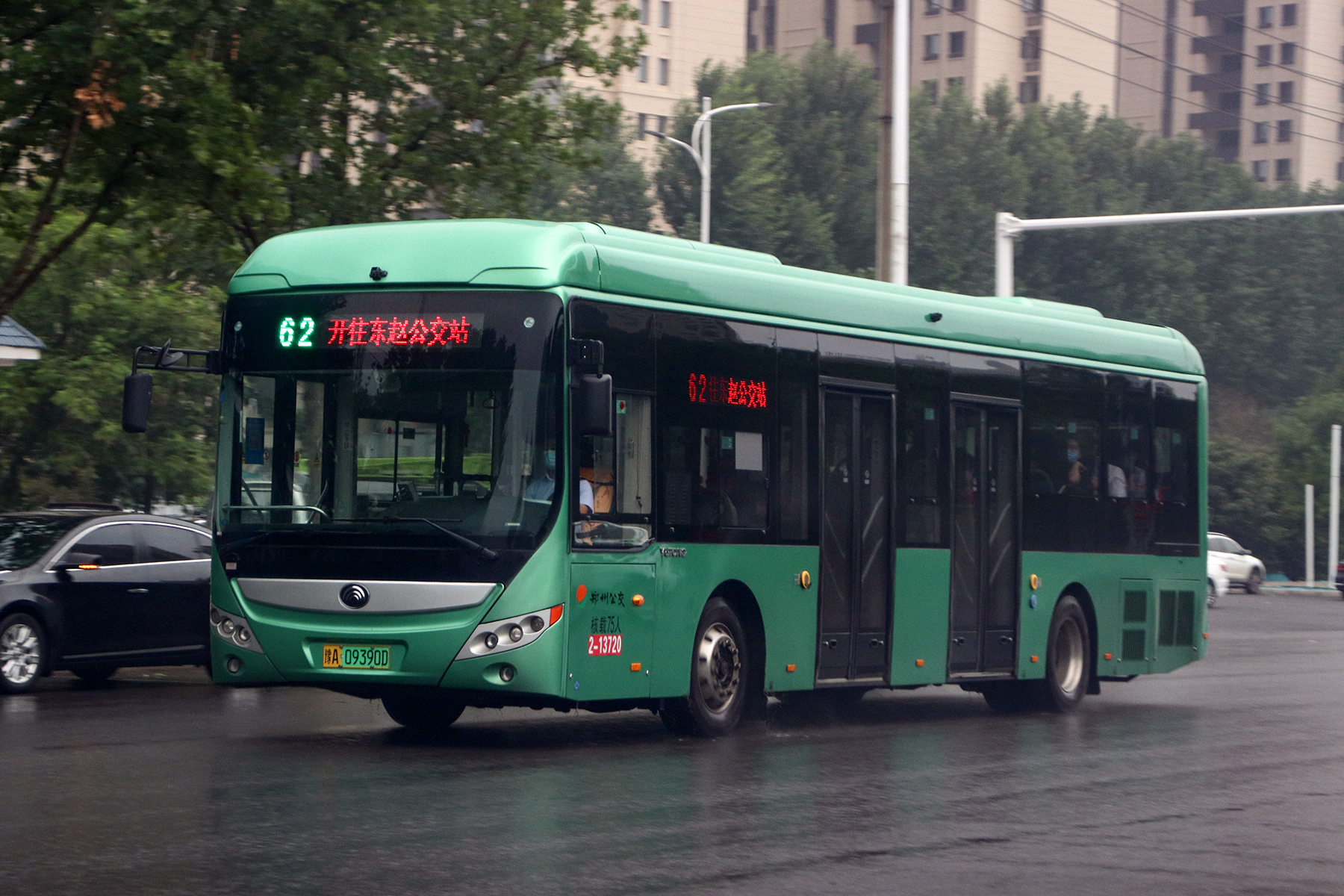
开往东赵公交站方向的宇通E12纯电动客车于文化北路

G62路各停靠站点如下表所示：
| 下行站序 | 上行站序 | 站名                 | 所在道路 | 轨交换乘                                             | 周边地点                                     |
| 1        | 45       | 东赵公交站           | 文化北路 |                                                      | 万科天伦紫台                                 |
| 2        | 44       | 黄河迎宾馆           | 文化北路 |                                                      | 黄河迎宾馆                                   |
| 3        | 43       | 文化路开元路         | 文化北路 | 2 黄河迎宾馆                                         | 郑州市实验高级中学、郑州师范学院             |
| 4        | 42       | 文化路英才街         | 文化北路 |                                                      | 郑州师范学院、河南牧业经济学院、美景万科广场 |
| 5        | 41       | 文化路滨河路         | 文化北路 | 美景欢乐广场、锦艺金水湾                             |                                              |
| 6        | 40       | 文化路杲村           | 文化北路 | 锦艺金水湾                                           |                                              |
| 7        | -        | 文化路路寨           | 文化北路 | 瀚宇天悦、琉璃寺小区                                 |                                              |
| -        | 39       | 文化路宏康路         | 文化北路 | 瀚宇天悦、琉璃寺小区                                 |                                              |
| 8        | 38       | 文化路三全路         | 文化北路 | 安泰文苑                                             |                                              |
| 9        | 37       | 三全路渠东路         | 三全路   | 东岸尚景                                             |                                              |
| 10       | 36       | 市七中新校           | 三全路   | 郑州市第七中学、风雅颂天骄学府                       |                                              |
| 11       | 35       | 三全路柳林路         | 三全路   | 郑州市公安局交通巡逻警察支队                         |                                              |
| 12       | 34       | 三全路花园路西       | 三全路   | 2 柳林                                               | 中国联通河南分公司培训中心                   |
| 13       | -        | 花园路三全路         | 花园北路 | 2 柳林                                               | 花半里、花园茶城                             |
| 14       | 33       | 花园路沙门           | 花园北路 |                                                      | 河南省林业调查规划院                         |
| 15       | 32       | 花园路国基路         | 花园北路 | 24 沙门                                              | 黄河建工大厦、居易国际广场                   |
| 16       | 31       | 花园路水科路         | 花园北路 |                                                      | 汽配大世界、郑州市第七十六中学               |
| 17       | 30       | 省广播电视中心       | 花园路   | 2 北三环                                             | 河南广播电视台、信息大厦、农银大学河南分校   |
| 18       | 29       | 花园路鑫苑路         | 花园路   |                                                      | 河南水利与环境职业学院、融元广场             |
| 19       | 28       | 花园路农科路         | 花园路   | 2 东风路                                             | 正弘城、建业凯旋广场                         |
| 20       | 27       | 郑州市动物园         | 花园路   | 2 关虎屯                                             | 郑州市动物园、河南省农业科学院               |
| 21       | -        | 花园路关虎屯         | 花园路   |                                                      | 郑州国贸中心、新田360广场国贸店、保险大厦    |
| 22       | 26       | 花园路丰产路         | 花园路   | 新世纪大厦、河南省科学院生物研究所、河南省科学技术厅 |                                              |
| 23       | 25       | 花园路红专路         | 花园路   | 邮政大厦、河南省市场监督管理局                       |                                              |
| 24       | 24       | 花园路黄河路         | 花园路   | 25 黄河路                                            | 河南通信设计院、河南省粮食和物资储备局       |
| 25       | 23       | 花园路口             | 花园路   |                                                      | 正道花园百货、中国建设银行河南分行           |
| 26       | 22       | 紫荆山花园路         | 花园路   | 河南饭店、河南省人民会堂                             |                                              |
| 27       | 21       | 紫荆山路顺河路       | 紫荆山路 | 12 紫荆山                                            | 紫荆山公园、黄河中学、紫荆山百货             |
| 28       | 20       | 紫荆山路东里路       | 紫荆山路 |                                                      | 紫金城、中孚紫东苑                           |
| 29       | 19       | 紫荆山路商城路       | 紫荆山路 | 金成国贸大厦、裕鸿国际、卜蜂莲花紫荆山店             |                                              |
| 30       | 18       | 紫荆山路东大街       | 紫荆山路 | 23 东大街                                            | 紫燕华庭、裕鸿花园、郑州邮政大厦             |
| 31       | 17       | 紫荆山路城南路       | 紫荆山路 |                                                      | 创新街小学                                   |
| 32       | 16       | 紫荆山路陇海路       | 紫荆山路 | 2 陇海东路                                           | 陇海汽车站、方圆创世、郑州卷烟厂             |
| 33       | 15       | 紫竹小区             | 紫荆山路 |                                                      | 紫竹小区、通利紫荆尚都                       |
| 34       | 14       | 紫荆山路二里岗南街   | 紫荆山路 | 2 二里岗                                             | 法治公园、蓝海广场                           |
| 35       | 13       | 紫荆山路金城街       | 紫荆山路 |                                                      | 康城棕榈泉、管城回族区外国语学校             |
| 36       | 12       | 航海路紫荆山路       | 航海中路 | 25 南五里堡                                          | 中原茶城、永恒理想名苑                       |
| 37       | 11       | 航海路祥云路         | 航海中路 | 5 冯庄                                               | 正商城                                       |
| 38       | 10       | 航海路碧云路         | 航海中路 |                                                      | 富寓花园、正商航海铭筑                       |
| 39       | 9        | 京广路航海路         | 京广南路 | 5 京广南路                                           | 京莎广场、郑州市财贸学校                     |
| 40       | 8        | 市第六人民医院       | 京广南路 |                                                      | 郑州市第六人民医院                           |
| 41       | 7        | 京广路赣江路         | 京广南路 | 中陆广场                                             |                                              |
| 42       | 6        | 汽车客运南站         | 南三环   | 郑州客运南站                                         |                                              |
| 43       | 5        | 南三环行云路站 (BRT) | 南三环   | 德润海悦华府                                         |                                              |
| -        | 4        | 南三环大学路站 (BRT) | 南三环   | 锦荣国际轻纺城                                       |                                              |
| 44       | -        | 大学南路南三环       | 大学南路 | 锦荣国际轻纺城                                       |                                              |
| 45       | 3        | 大学南路漓江路       | 大学南路 |                                                      |                                              |
| 46       | -        | 环翠路大学南路       | 环翠路   |                                                      |                                              |
| 47       | 2        | 环翠路人和路         | 环翠路   | 珠江上景寓                                           |                                              |
| 48       | 1        | 环翠路公交站         | 环翠路   | 亚星云水居                                           |                                              |

## 客流量与使用车辆
62路在2002年开通时配车为上海SK6105HP1，后来在2004年更换为申沃SWB6105-3型客车，京华BK6141型铰接客车在2004年亦曾在该线运用过。
因62路为沿郑州市区南北向主干道花园路与紫荆山路行驶的干线，途径多个汽车站以及花园路商圈和紫荆山等繁华区域，在郑州地铁2号线开通前客流量极大，曾在网上投票中被选进“郑州最挤公交”的前十位。为应对高客流，62路配车于2009年更换为载客量较高的13.7米长的宇通ZK6139HG三轴客车，在2010年3月更是投入10辆宇通空调铰接客车，为18米长空调铰接公交车首次在郑州除快速公交外的普通公交线路上使用。
2012年2月15日，62路投入30台18米铰接客车，进行车辆更新和加密，运行于62路的车辆由63台增至68台。
郑州地铁2号线于2016年开通启用后，62路客流量受到一定影响，但仍然为郑州公交客流量较高的主干线路，现时配车以宇通E12DD纯电动双层客车为主，亦有宇通E12纯电动客车和宇通F12氢燃料电池动力客车运行于本线。